# Gerhard Heber
Gerhard Heber (* 26. Februar 1927 in Dresden; † 23. Februar 2010 in Xanten) war ein deutscher theoretischer Physiker.
Heber studierte 1946 bis 1950 Physik an der TH Dresden und der Friedrich-Schiller-Universität Jena, an der er 1951 promoviert wurde. 1950 bis 1953 war er dort wissenschaftlicher Assistent und nach der Habilitation 1953 Dozent. 1956 wurde er Professor für Theoretische Physik in Jena und 1960 Direktor des Instituts für Theoretische Physik der Universität Leipzig. 1963/64 war er am Vereinigten Institut für Kernforschung in Dubna. 1966 bis 1968 war er Direktor des Instituts für Theoretische Physik der TH Dresden und danach war er dort Direktor der Sektion Physik.
Er befasste sich mit Quantenfeldtheorie, Ferromagnetismus und Elektronenzuständen in Molekülkristallen und schrieb mit Gerhard Weber Lehrbücher der Quantentheorie.
Heber war mit Paul Ziesche Herausgeber der deutschen Ausgabe des klassischen Lehrbuchs der Theoretischen Physik von Lew Dawidowitsch Landau und Jewgeni Michailowitsch Lifschitz.

## Schriften
- mit Gerhard Weber: Grundlagen der Quantenphysik, Band 1: Quantenmechanik, Teubner Studienbücher, 1971 (zuerst Teubner, Leipzig 1956)
- mit Gerhard Weber: Grundlagen der Quantenphysik, Band 2: Quantenfeldtheorie, Teubner 1971
- mit Aleksandr S. Davydov: Quantenmechanik. In: Hochschulbücher für Physik. Berlin 1967. Band 39.